# Alex Güity
 (novembre 2021).
Si vous disposez d'ouvrages ou d'articles de référence ou si vous connaissez des sites web de qualité traitant du thème abordé ici, merci de compléter l'article en donnant les références utiles à sa vérifiabilité et en les liant à la section « Notes et références ».
Alex Güity, né le 20 septembre 1997 à Tegucigalpa, est un footballeur international hondurien. Il joue au poste de gardien de but au Lobos UPNFM en prêt du CD Olimpia.

## Biographie

### En club
Il réalise ses débuts professionnels avec le CD Olimpia le 8 avril 2019, contre le FC Motagua, lors d'un match de championnat.
En mars 2020, il joue les quarts de finale de la Ligue des champions de la CONCACAF, contre l'Impact de Montréal.

### En sélection
En 2019, il participe aux Jeux panaméricains, organisés à Lima au Pérou. Lors de cette compétition, il joue cinq matchs. Le Honduras s'incline en finale face à l'Argentine.
Il participe ensuite avec la sélection olympique aux Jeux olympiques d'été de 2020, organisés lors de l'été 2021 à Tokyo. Lors du tournoi olympique, il joue trois matchs.  Avec un bilan d'une victoire et deux défaites, le Honduras est éliminé dès le premier tour.
Le 4 juin 2021, il figure pour la première fois sur le banc des remplaçants de l'équipe nationale A, mais sans entrer en jeu, lors d'une rencontre face aux États-Unis. Ce match perdu 0-1 rentre dans le cadre de la phase finale de la Ligue des nations de la CONCACAF 2019-2020. Il reçoit sa première sélection avec le Honduras huit jours plus tard, lors d'un match amical contre le Mexique (score : 0-0).

## Palmarès
- Médaille d'argent aux Jeux panaméricains en 2019 avec l'équipe du Honduras des moins de 23 ans